# Sheer Sound
Sheer Sound is een onafhankelijk platenlabel in Zuid-Afrika, dat in 1994 werd opgericht door Damon Forbes. Op het label komt jazz uit, rockmuziek, wereldmuziek, Afropop en house. In 2006 volgden twee imprintlabels, Seed en 2Feet Music, hierop verschijnt rock en muziek van singer-songwriters.
Veel platen van het label werden genomineerd voor een van de South African Music Awards, en vele albums wonnen er een.
Musici wier muziek op het label uitkwam zijn onder meer:
- Jazz: McCoyMrubata, Winston Mankunku Ngozi, Paul Hanmer, Voice, Louis Mhlanga en Tony Cox
- Rock: Wonderboom, Myepic, New Academics, Lionel Bastos, Elusion en eVoid
- Wereldmuziek: Oliver Mtukudzi
- Singer-songwriter: Farryl Purkiss, Chris Letcher en Shawn Philips